# Allantus truncatus
Allantus truncatus ist eine Blattwespe aus der Unterfamilie Allantinae. Die Art wurde im Jahr 1818 von Johann Christoph Friedrich Klug als Tenthredo truncatus erstbeschrieben.

## Merkmale
Die Blattwespen erreichen eine Länge von 8–9 mm. Kopf, Thorax und Abdomen sind überwiegend schwarz gefärbt. Am Hinterrand des ersten Tergits weisen beide Geschlechter einen blass-weißen Fleck auf. Das Weibchen besitzt zusätzlich am fünften Hinterleibssegment ein breites blass-weißes Band. Die Coxae sowie die vorderen und mittleren Trochanteren sind schwarz. Die hinteren Trochanteren sind überwiegend weiß gefärbt. Die Femora und Tibien sind überwiegend rot bis rotgelb gefärbt, deren Basis kann verdunkelt sein. Die hinteren Tarsen sind verdunkelt. Die Vorderflügel weisen ein relativ schmales dunkelbraun gefärbtes Pterostigma auf.
Die Larven erreichen eine Länge von etwa 17 mm. Sie sind oberseits blaugrün gefärbt, unterseits sind sie weißlich. Über den Hinterleib verläuft dorsal gewöhnlich ein gelbroter oder weißlicher Längsstrich. Dieser wird beiderseits von einer Reihe größerer schwarzer Flecke flankiert. An den Seiten, am Übergang von der dunklen zur hellen Färbung, verläuft eine weitere Reihe größerer schwarzer Flecke. Entweder ist die Oberseite der ansonsten hellbraun gefärbten Kopfkapsel bis zum Unterrand der Punktaugen vollständig verdunkelt, oder es befindet sich am Hinterkopf zentral ein dunkler Fleck. 

## Verbreitung
Die Art ist in weiten Teilen Europas verbreitet. Die Art fehlt lediglich auf der Iberischen Halbinsel, auf der Irischen Insel und auf dem Balkan.

## Lebensweise
Die Blattwespen beobachtet man von Mai bis September, die Larven hauptsächlich im Herbst. Letztere fressen an den Blättern ihrer Wirtspflanzen aus der Familie der Rosengewächse (Rosaceae). Wirtsarten sind der Fingerstrauch (Dasiphora fruticosa), das Echte Mädesüß (Filipendula ulmaria), die Wald-Erdbeere (Fragaria vesca), die Blutwurz (Potentilla erecta), das Hohe Fingerkraut (Potentilla recta), die Gebirgs-Rose (Rosa pendulina) und der Große Wiesenknopf (Sanguisorba officinalis).

## Galerie

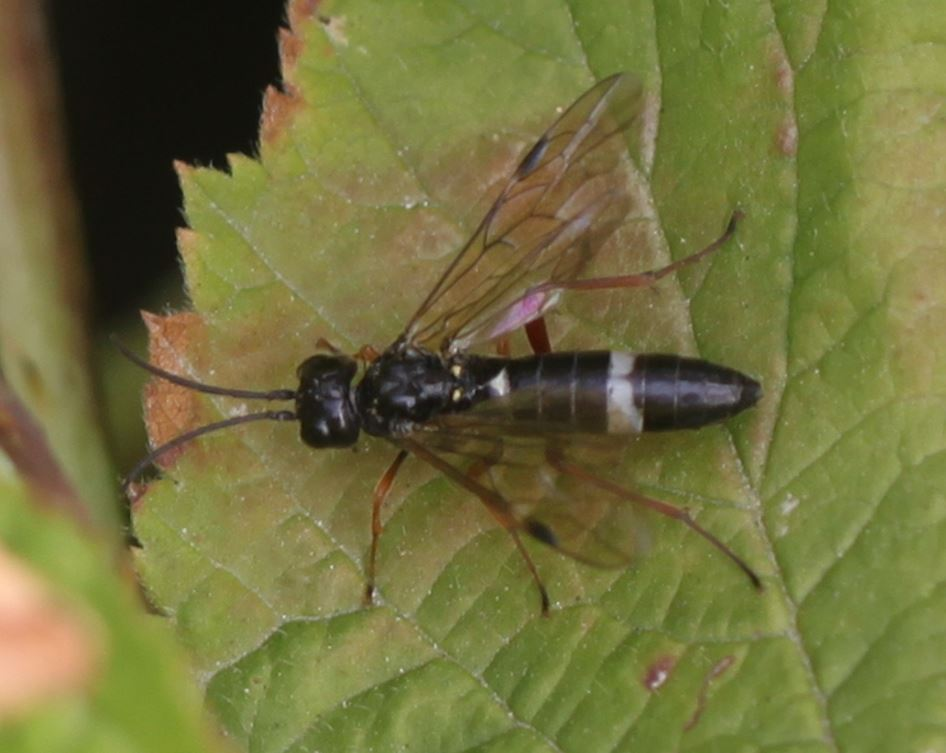
Weibchen, Dorsalansicht
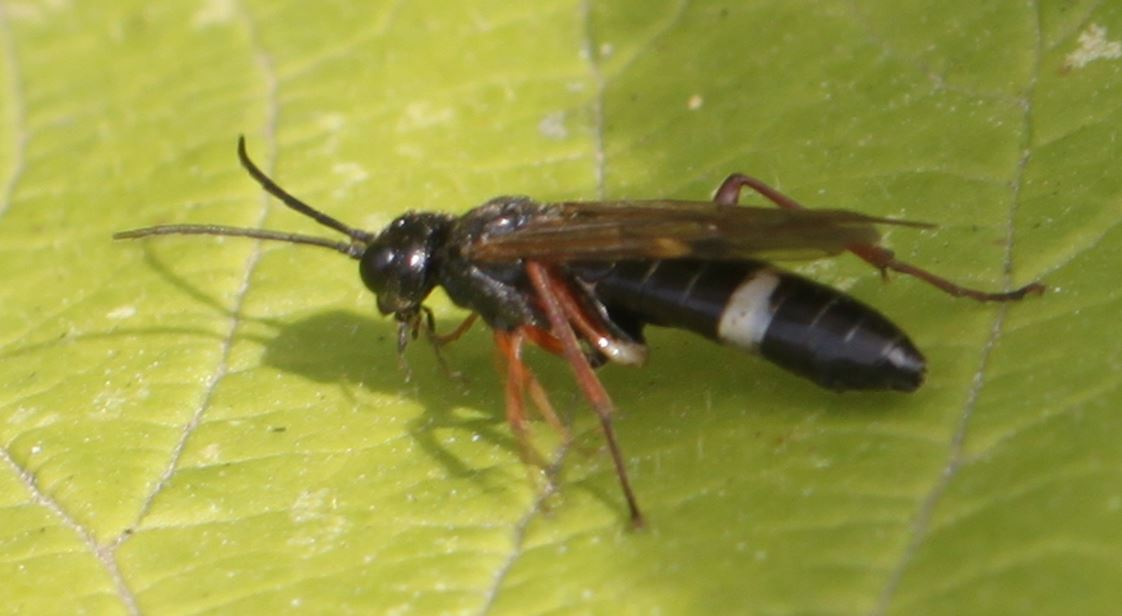
Weibchen, Seitenansicht
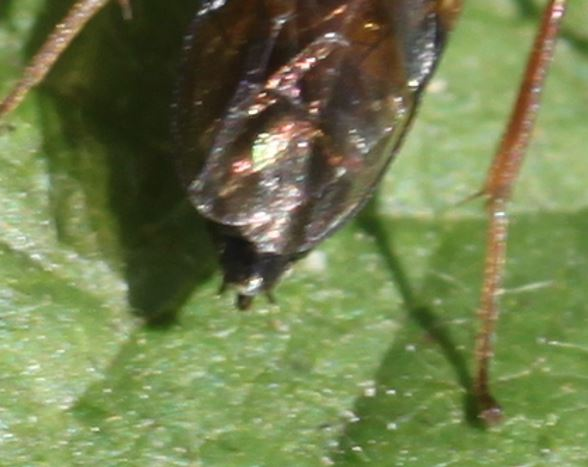
Weibchen, Hinterleibsende
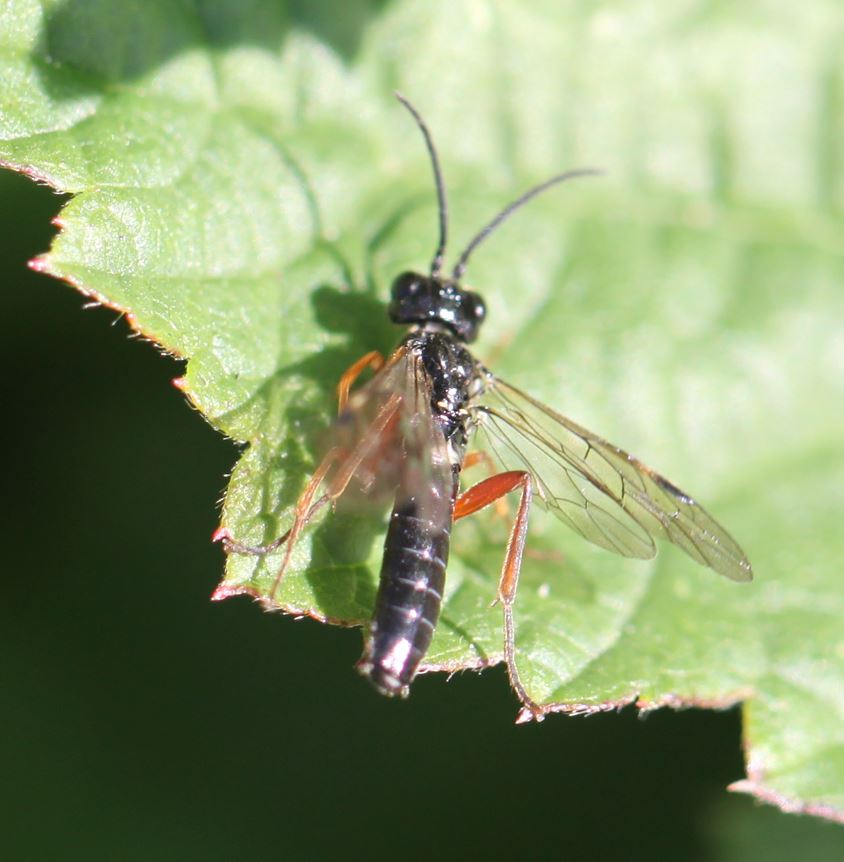
Männchen
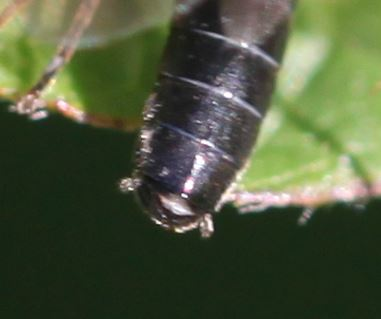
Männchen, Hinterleibsende
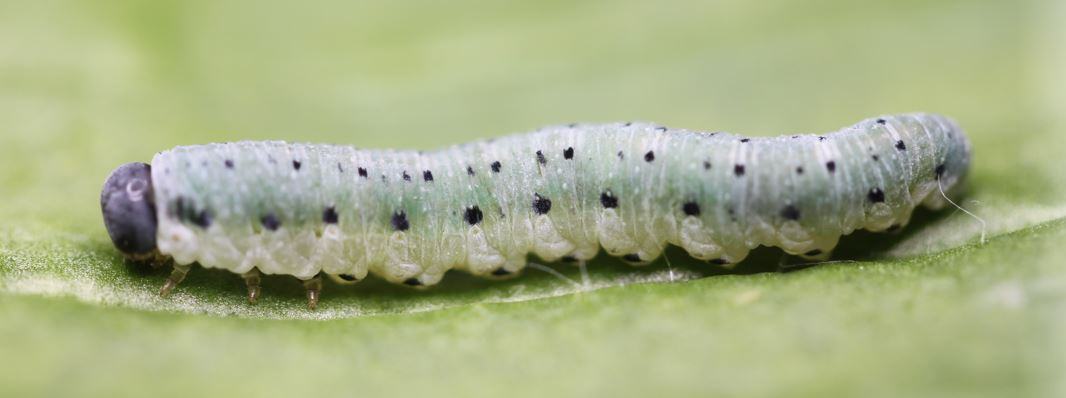
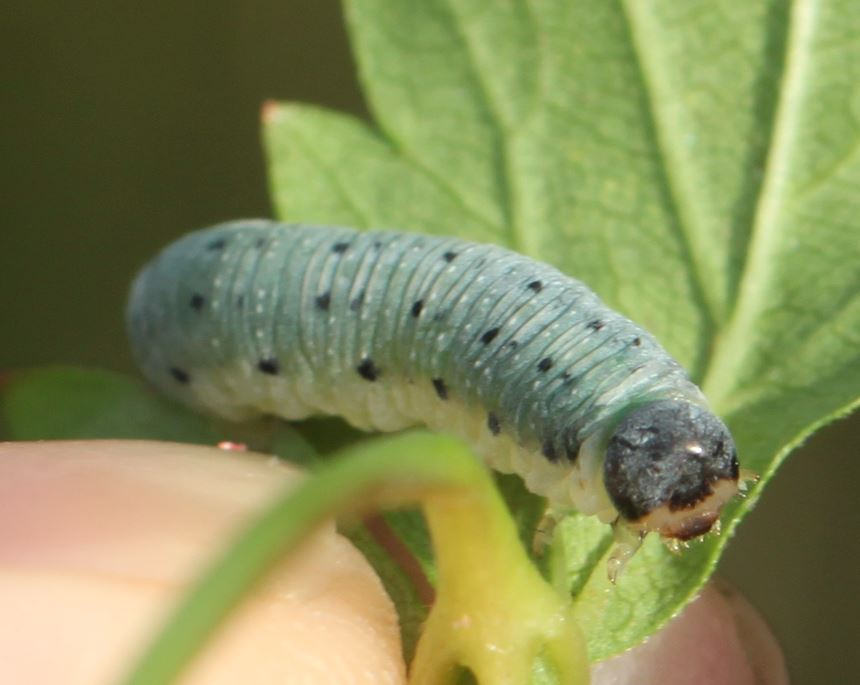
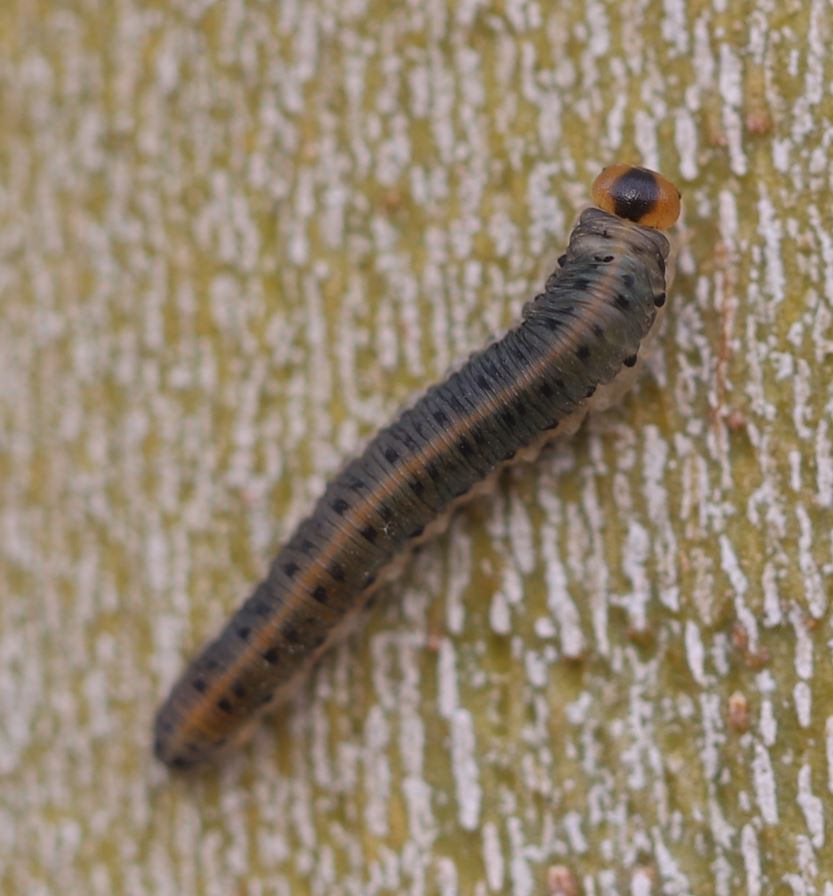
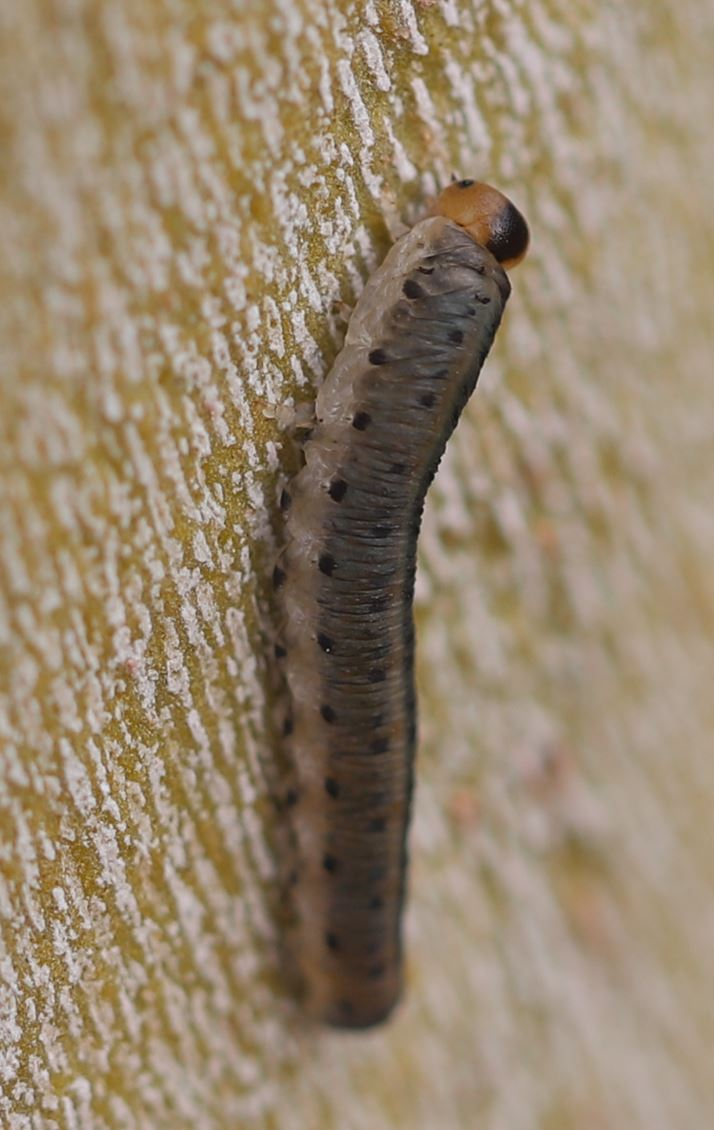
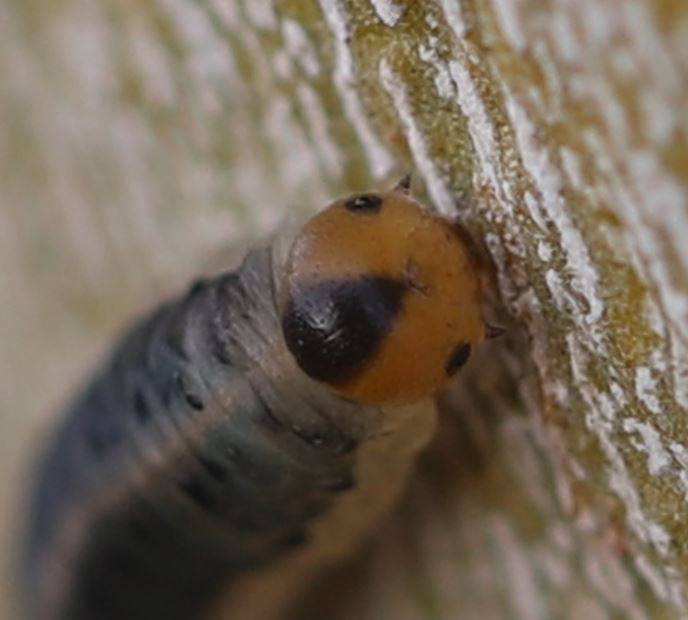